# Hugo (Name)
Hugo ist ein Vorname und Familienname.

## Etymologie
Der Name stammt vom althochdeutschen maskulinen Substantiv hugu (an. hugr, as. hugi) "Geist, geistige Fähigkeit, Verstand, Sinn", von der westeuropäischen Wurzel kuqió "ich gedenke, verlange", verwandt mit lat. cupio. Vgl. Odins Raben Hugin und Munin und den Personennamen Hubert (Hugbert).

## Bekannte Namensträger
Für Herrscher und Geistliche siehe Liste der Herrscher namens Hugo.

### Einzelname
- Hugo (Sohn Ludwigs des Jüngeren) (* um 855/860; † 879), Sohn des ostfränkischen Königs Ludwig des Jüngeren
- Hugo von Floreffe, mittellateinischer Autor und Prämonstratensermönch, der um 1228 in Floreffe (bei Namur) wirkte
- Hugo von Honau († nach 1180), Scholaster des Klosters Honau, Pfalzdiakon Kaiser Friedrichs I., frühscholastischer Theologe
- Hugo von Langenstein (bezeugt zwischen 1271 und 1298), mittelhochdeutscher Dichter
- Hugo von Remiremont (* zwischen 1020/30; † nach 1098), Kardinal
- Hugo Metellus (≈ 1080–1150), Augustinerchorherr in Toul, Magister, Dichter und Brief-Schriftsteller

### Vorname
- Hugo Almeida (* 1984), portugiesischer Fußballspieler
- Hugo Antunes (* 1974), portugiesischer Jazz- und Improvisationsmusiker
- Hugo Egon Balder (* 1950), deutscher Fernsehmoderator
- Hugo Bonatti (* 1933), österreichischer Schriftsteller
- Hugo Bonatti (* 1962), österreichischer Freestyle-Skier
- Hugo Ferdinand Boss (1885–1948), deutscher Textilunternehmer
- Hugo Butler (1914–1968), kanadischer Drehbuchautor
- Hugo Campagnaro (* 1980), argentinischer Fußballspieler
- Hugo Chávez (1954–2013), venezolanischer Staatspräsident
- Hugo Claus (1929–2008), flämischer Schriftsteller
- Hugo von der Crone (1929–2008), Schweizer Jurist und Generaldirektor
- Hugo Dittberner (* 1944), deutscher Schriftsteller
- Hugo Dudli (1930–2004), Schweizer Komponist
- Hugo Eckener (1868–1954), deutscher Zeppelin-Luftschiffer
- Hugo Gernsback (1884–1967), US-amerikanischer Verleger und Science-Fiction-Autor
- Hugo Gieseking (1887–1915), deutscher Mathematiker
- Hugo Hamilton (* 1953), irischer Schriftsteller
- Hugo Hardy (1877–1936), deutscher Tennisspieler und Jurist
- Hugo Heredia (* ≈1935), argentinischer Jazzmusiker
- Hugo Hirsch (1884–1961), deutscher Operetten- und Schlagerkomponist
- Hugo von Hofmannsthal (1874–1929), österreichischer Schriftsteller
- Hugo Iltis (1882–1952), tschechischer Botaniker, Mendel-Biograph und Rassenkundler
- Hugo Imfeld (1916–1993), Schweizer Bildhauer, Reliefkünstler, Grafiker und Zeichner
- Hugo Jessen (1867–1906), deutscher Theaterschauspieler
- Hugo Junkers (1859–1935), deutscher Ingenieur und Unternehmer
- Hugo von Landsberg-Steinfurt (1832–1901), deutscher Jurist und Verwaltungsbeamter
- Hugo Leipziger-Pearce (1902–1998), deutscher Architekt
- Hugo Lentz (1859–1944), österreichischer Maschinenbauer und Erfinder
- Hugo Licht (1841–1923), deutscher Architekt und Baubeamter
- Hugo Lindenberg (* 1978), französischer Schriftsteller und Journalist
- Hugo Lloris (* 1986), französischer Fußballtorwart
- Hugo Loetscher (1929–2009), Schweizer Schriftsteller
- Hugo Maradona (1969–2021), argentinischer Fußballspieler
- Hugo Meyer (1949–2015), deutsch-US-amerikanischer Klassischer Archäologe und Kunsthistoriker
- Hugo Michel (1866–1944), deutscher Briefmarkenhändler und Herausgeber des Michelkatalogs
- Hugo von Mohl (1805–1872), deutscher Botaniker, Arzt und Hochschullehrer
- Hugo Lous Mohr (1889–1970), norwegischer Maler
- Hugo Mönnig (1864–1950), deutscher Jurist, Politiker und Verleger
- Hugo Peitsch (1878–19??), deutscher Kunstturner
- Hugo Preuß (1860–1925), deutscher Staatsrechtslehrer und Politiker
- Hugo Rasmussen (1941–2015), dänischer Jazzbassist
- Hugo Rühl (1845–1922), deutscher Turnlehrer und Sportfunktionär
- Hugo Schulhof (1878–1944), deutscher Rechtsanwalt und Notar
- Hugo von Schütz (1836–1912), sächsischer Jurist und Politiker
- Hugo Selter (1878–1952), deutscher Hygieniker und Hochschullehrer
- Hugo Simberg (1873–1917), finnischer Maler und Graphiker
- Hugo Simon (* 1942), österreichischer Springreiter
- Hugo Spangenberg (* 1975), argentinischer Schachgroßmeister
- Hugo Staudinger (1921–2004), deutscher Historiker und Wissenschaftstheoretiker
- Hugo Steiner-Prag (1880–1945), österreichisch-deutscher Illustrator und Pädagoge
- Hugo Stinnes (1870–1924), deutscher Industrieller
- Hugo Strasser (1922–2016), deutscher Klarinettist und Bandleader
- Hugo Süchting (1874–1916), deutscher Schachspieler
- Hugo Türpe (1859–1891), deutscher Musiker
- Hugo Urbahns (1890–1946), deutscher Politiker
- Hugo Urban-Emmerich (1887–1939), tschechoslowakischer Unternehmer und Automobilrennfahrer
- Hugo Weaving (* 1960), australischer Schauspieler
- Hugo Wolf (1860–1903), österreichisch-slowenischer Komponist

### Familienname
- Abel Hugo (1798–1855), französischer Essayist
- Adèle Hugo (1830–1915), französische Komponistin und Autorin
- Aemil Hugo (1802–1860), Mitglied der Frankfurter Nationalversammlung
- August Johann von Hugo (1686–1760), deutscher Mediziner
- Chad Hugo (* 1974), US-amerikanischer Musikproduzent
- Charles Hugo, französischer Segler, Olympiateilnehmer Sommerspiele 1900
- Christian Hugo (* 1962), deutscher Mediziner
- Christian Johann Brandan Hugo (1725–1804), deutscher Bibliothekar
- Conrad von Hugo (1844–1911), deutscher General der Infanterie
- Dan Hugo (* 1985), südafrikanischer Triathlet
- Dorette Hugo (* 1965), deutsche Synchronsprecherin
- Elias Hugo (* Mitte 16. Jahrhundert), Begründer der Schwarzfärberei in Plauen
- Emil Hugo (1802–1860), deutscher Jurist und Politiker, Mitglied der Frankfurter Nationalversammlung
- Fernande von Hugo (1854–?), deutsche Landschaftsmalerin
- Francis Hugo (1870–1930), US-amerikanischer Jurist und Politiker (Republikanische Partei)
- Friedrich von Hugo (1854–1922), deutscher Generalleutnant
- Graeme Hugo (1946–2015), australischer Demograph und Geograph
- Gustav Hugo (1764–1844), deutscher Jurist
- Hasso von Hugo (Maler) (1897–1945), deutscher Maler
- Hasso von Hugo (Maskenbildner) (* 1946), deutscher Maskenbildner
- Hector Hugo (* 1972), mexikanischer Schauspieler
- Herman Hugo (1588–1629), belgischer Jesuit und Poet
- Johannes Hug (1455–1505), deutscher Autor und Geistlicher
- Joseph Léopold Sigisbert Hugo (1773–1828), französischer General, Vater von Victor Hugo
- Julius von Hugo (1870–1936), deutscher Gutsbesitzer und Politiker
- Klaus Hugo (1928–2007), deutscher Komponist und Produzent
- Leda Hugo (* 1963), mosambikanische Agrarwissenschaftlerin und Politikerin (FRELIMO)
- Léopoldine Hugo (1824–1843), Tochter von Victor Hugo
- Ludolf Hugo (1632–1704), deutscher Jurist und Politiker
- Ludwig Maria Hugo (1871–1935), deutscher Geistlicher, Bischof von Mainz
- Manfred Hugo (* 1942), deutscher Jurist und Landrat
- Melchior von Hugo (1872–1939), deutscher Offizier, Maler und Bildhauer
- Michael Hugo (* 1962), deutscher Politiker und Menschenrechtler
- Michel Hugo (geb. Michel Squarciafico; 1930–2010), französisch-amerikanischer Kameramann
- Nana von Hugo (geborene Maria-Renate Renner; 1936–2001), deutsche Designerin und Architektin
- Oskar von Hugo (1840–1919), deutscher Generalleutnant
- Otto Hugo (1878–1942), deutscher Politiker (Deutsche Volkspartei)
- Pieter Hugo (* 1976), südafrikanischer Fotograf
- Richard Hugo, Pseudonym von Ricarda Huch (1864–1947), deutsche Schriftstellerin und Dichterin
- Richard Hugo (Schriftsteller) (1923–1982), US-amerikanischer Dichter und Schriftsteller
- Uschi Hugo (* 1972), deutsche Synchronsprecherin
- Valentine Hugo (1887–1968), französische Malerin, Illustratorin und Kostümbildnerin
- Victor Hugo (1802–1885), französischer Schriftsteller und Politiker
- Vítor Hugo (Futsalspieler, 1982) (Vítor Hugo Fernandes Moreira; * 1982), portugiesischer Futsaltorwart
- Vítor Hugo (Futsalspieler, 1984) (Vítor Hugo Rosário Mendes Correia; * 1984), portugiesischer Futsalspieler
- Vitor Hugo (Fußballspieler, 1988) (Vítor Hugo da Trindade Sagres; * 1988), portugiesischer Fußballspieler
- Vitor Hugo (Fußballspieler, 1991) (Vitor Hugo Franchescoli de Souza; * 1991), brasilianischer Fußballspieler
- Vitor Hugo (Fußballspieler, 1993) (Vítor Hugo Monteiro da Silva; * 1993), brasilianischer Fußballspieler
- Wilhelm Hugo (1906–1942), deutscher Widerstandskämpfer

## Varianten

### Vornamen
Mit diesem Vornamen stehen u. a. folgende Vornamen in Zusammenhang:
- Hauke
- Hugh
- Hugues
- Huw
- Ugo

Eine weibliche Form des Vornamens ist Hugoline.

### Familienname
- Hauck
- Haug
- Hauger
- Hauk
- Haupert (von althd. Hugo und althd. beraht)
- Hubert (von althd. Hugo und althd. beraht)
- Huch
- Hupert (von althd. Hugo und althd. beraht)
- Huppert (von althd. Hugo und althd. beraht)
- Hug
- Hugues
- Huygens

## Namenstag
Der Namenstag ist am 28. April, dem Todestag von Hugo von Cluny, bzw. in Österreich am 1. April, dem Todestag des heiligen Hugo von Grenoble.